# Hässleholms landsfiskalsdistrikt
Hässleholms landsfiskalsdistrikt var 1918–1964 ett landsfiskalsdistrikt i Kristianstads län, bildat som Stoby landsfiskalsdistrikt när Sveriges indelning i landsfiskalsdistrikt trädde i kraft den 1 januari 1918, enligt beslut den 7 september 1917. När Sveriges nya indelning i landsfiskalsdistrikt trädde i kraft den 1 oktober 1941 (enligt kungörelsen den 28 juni 1941) ändrades distriktets namn till Hässleholms landsfiskalsdistrikt. Den 1 januari 1965 avskaffades i Sverige samtliga landsfiskaler och landsfiskalsdistrikt, och deras arbetsuppgifter delades upp på de nyskapade indelningarna polisdistrikt, åklagardistrikt och kronofogdedistrikt.
Landsfiskalsdistriktet låg under länsstyrelsen i Kristianstads län.

## Ingående områden
Den 1 oktober 1941 (enligt kungörelsen den 28 juni 1941) överfördes Finja landskommun till Brönnestads landsfiskalsdistrikt. När Sveriges nya indelning i landsfiskalsdistrikt trädde i kraft den 1 januari 1952 (enligt kungörelsen 1 juni 1951) ändrades indelningen av distriktets ingående områden genom kommunreformen 1952 samt införlivandet av det upplösta Vinslövs landsfiskalsdistrikt.

### Från 1918
- Hässleholms stad

Västra Göinge härad:
- Finja landskommun
- Hörja landskommun
- Röke landskommun
- Stoby landskommun
- Vankiva landskommun

### Från 1 oktober 1941
- Hässleholms stad

Västra Göinge härad:
- Hörja landskommun
- Röke landskommun
- Stoby landskommun
- Vankiva landskommun

### Från 1 januari 1952
- Hässleholms stad
- Stoby landskommun
- Vinslövs landskommun
- Vinslövs köping